# Ōkami shōnen Ken
Ōkami shōnen Ken (狼少年ケン?) è la prima serie anime prodotta dalla Toei Animation (all'epoca Toei Dōga) e nota per avere un frequenza dei fotogrammi al secondo maggiore rispetto alle altre serie dell'epoca. Fu anche la prima ad avere una sponsorizzazione di una grande società, in questo caso della Morinaga Candy Company. Fu creata una versione completamente diversa in inglese (con le voci di Daws Butler e Don Messick) nel tentativo di lanciare il prodotto nel mercato statunitense, ma venne distrutta.

## Trama
Ken è un giovane ragazzo cresciuto dai lupi (simile a Mowgli) in una giungla delle Montagne dell'Himalaya. Un giorno una meteora colpisce la giungla, provocando carestia e costringendo alcuni animali a trasferirsi. Ken cerca di aiutarli il più possibile, in particolare veglia su due giovani cuccioli di lupo di nome Chicchi e Poppo. Jack, un lupo con un occhio solo, non lo ama perché è un essere umano che vive in mezzo a loro. Un giorno, Ken salva la vita di Jack. Più tardi, Jack ha l'opportunità di lasciar morire Ken quando viene morso da un serpente velenoso, ma decide di restituire il favore e salvargli invece la vita. Questo porta ad un'amicizia tra i due, e si uniscono per salvare gli altri animali da predatori e umani.

## Cast e personaggi
- Yuuji Nishimoto - Ken
- Kenji Utsumi - Jack
- Hiroshi Masuoka - Kuma
- Hiroshi Ohtake - Black
- Jouji Yanami - Boss
- Kazue Tagami - Chicchi
- Yoko Mizugaki - Poppo
- Keiko Yamamoto - Wally
- Reiko Katsura - Dorothy
- Takuzou Kamiyama - Gorilla